# 小久保均
小久保 均（こくぼ ひとし、1930年4月16日 - ）は大韓民国慶尚北道生まれの作家。1937年両親の故郷広島に引き揚げる。旧制修道中学校（現：修道中学校・高等学校）を経て、広島大学文学部卒業。1972年「折れた八月」で直木賞候補に、1977年「夏の刻印」で芥川賞候補になる。

## 著書
- 折れた八月[2] おりじん書房 1975
- 残酷な場所 渓水社 1975
- 流れてやまず 渓水社 1979.2
- 夏の刻印[3] 昭和出版 1980.8
- 風の十字路 渓水社 1983.7